# Magnus Eidem
Magnus Eidem (skrev sig själv Eidem-Andersson), född 16 augusti 1866 i Göteborg, död 18 januari 1930 i Stockholm, var en svensk industriman.
Eidem var son till grosshandlaren Anders Magnus Andersson och Paulin Rosine Eidem. Han studerade vid Schillerska privatskolan och därefter vid Göteborgs högre realläroverk 1880–1882 och vid Göteborgs handelsinstitut 1882–1884. Han anställdes därefter i faderns affär 1885. Sedan fadern avlidit 1891 övertog han dennes firma och blev då firman samma år ombildades till aktiebolag under namnet Örnberg & Anderssons AB dess VD, från 1896 även disponent. Han avgick från VD-posten 1929. Eidem var även ledamot av styrelsen för Göteborgs köpmansförening 1902–1906, ordförande i Svenska hushållsglasfabrikanternas förening 1912–1922 och i Svenska flaskfabrikanternas förening 1913–1922. 
Eidem var äldre bror till ärkebiskopen Erling Eidem. Magnus Eidem är begravd på Östra kyrkogården i Göteborg.

## Utmärkelser och ledamotskap
- 1916: Riddare av Vasaorden